# Wu wei

O tai chi tu é o diagrama que representa a geração do tei-gi a partir do vazio

Wu wei (chinês tradicional: 無為 - wúwéi; chinês simplificado: 无为; traduzido para o português, significa não ação) é o princípio prático central da filosofia taoista. Corresponde a um modo de viver que tem, por objetivo, reconquistar um estado de harmonia perfeita com o Tao (o princípio oculto que rege o universo, segundo a filosofia taoista). É um modo de viver que consiste em não fazermos nada de "artificial", convencional ou exclusivamente voluntário, e em nos comportarmos sem tentarmos forçar as coisas a serem como desejamos, ou seja, em termos uma conduta completamente serena, sem esforço e sem tensão, sem interferência no curso natural dos acontecimentos. Em outras palavras, consiste em se evitar qualquer ação desnecessária.
Wu pode ser traduzido por "não", "nunca", "sem", "nada", "vazio" ou "não existência"; wei pode ser traduzido por "fazer", "agir", "servir como", "governar". O significado literal de wuwei pode, portanto, ser traduzido como "sem acção" ou "sem agir" e é, muitas vezes, incluído na expressão paradoxal wei wu wei (爲無爲 ou 为无为): "ação sem ação" ou "agir sem agir".

## Tao Te Chingewu wei
O Tao Te Ching de Lao Zi é uma das principais referências para a compreensão do pensamento chinês.
Se entendermos bem a natureza das coisas e conseguirmos esquecer tudo o que aprendemos que tenta ir contra ela, conseguimos fazer tudo o que é possível, com o mínimo esforço. Porque acabamos por deixar as coisas seguirem o seu curso natural. Não fazemos nada (claramente por nossa vontade própria) mas nada fica por fazer.

Na busca do conhecimento, todos os dias algo é adquirido,
Na busca do Tao, todos os dias algo é deixado para trás.
E cada vez menos é feito
até se atingir a perfeita não ação.
Quando nada é feito, nada fica por fazer.
Domina-se o mundo deixando as coisas seguirem o seu curso.
E não interferindo.
Tao Te Ching 道德經 (Cap.48)

Devemos agir de acordo com a nossa vontade apenas dentro dos limites da nossa natureza e sem tentar fazer o que vai para além dela. Devemos usar o que é naturalmente útil e fazer o que espontaneamente podemos fazer sem interferir na nossa natureza. E não tentar fazer aquilo que não podemos fazer ou tentar saber aquilo que não podemos saber. A felicidade é essa "não ação" perfeita (wu wei 無為 ).
Para conseguirmos entender o curso natural das coisas e seguirmos o Caminho, temos que conseguir desaprender muitos conceitos. Para os podermos desaprender, é preciso que, antes, os tenhamos aprendido. Mas temos que passar a um estado muito parecido com o estado inicial em que estávamos antes de o termos aprendido.
Se abrirmos os olhos de repente, há um brevíssimo momento durante o qual o nosso cérebro ainda não analisou o que está a ver. Ainda não distinguiu as cores e as formas nem decodificou o que se está a passar à nossa frente. Os taoistas procuram viver o mais perto possível desse estado. É uma renúncia à análise, sempre imperfeita, da realidade.

A coisa mais macia e flexível no universo
Consegue vencer a coisa mais dura.
E só o que não tem substância
pode entrar onde não há uma fenda por onde entrar.
É essa a vantagem da não acção.
Mas poucos entendem o ensino sem palavras
E os benefícios da não acção.
Tao Te Ching 道德經 (Cap.43)

É fácil manter a estabilidade enquanto as coisas estão estáveis.
É fácil lidar com as coisas enquanto elas não mostram sinal de irem mudar.
O que é frágil é fácil de quebrar, o que é pequeno é fácil de dispersar.
Mas há que pôr as coisas em ordem antes de haver confusão.
Porque as coisas se podem transformar nos seus opostos.
Uma árvore do tamanho do abraço de um homem começa por ser pequena.
Uma torre de nove andares começa por ser um monte de terra.
Uma viagem de mil léguas começa num passo.
Encarrega-te dos problemas antes de eles surgirem.
Assim, evitarás ter depois de agir.
As dificuldades são facilmente superadas antes de começarem.
Aquele que age pode complicar a obtenção do que pretende.
Aquele que agarra as coisas, perde-as.
Quem é sábio não faz nada de errado porque não age.
Não se prende a nada e, por isso, nunca perde nada.
Tao Te Ching 道德經 (Cap.64)

Um estado deve ser governado com a justiça normal.
Uma guerra deve ser gerida com golpes de surpresa fora do normal.
Mas o mundo deve ser controlado sem forçar, pela não acção.
Como sei eu que é assim?
Porque quanto mais decretos proibitivos existirem,
Maior será a pobreza do povo;
Quanto mais regulamentos existirem, maior será a desordem;
Quanto mais engenhos e técnicas, artefatos existirem,
mais estranhos produtos aparecerão;
Quanto mais regras e prisões,
mais ladrões e bandidos haverá.
Por isso, o sábio diz:
Não farei nada de caótico, e as pessoas transformar-se-ão por elas próprias;
Contentar-me-ei com ficar quieto e as pessoas ficarão honestas pela sua natureza;
Sem me preocupar com isso, as pessoas enriquecerão naturalmente;
E, sem que eu o deseje, terão uma vida boa,
Voltando à simplicidade primitiva.
Tao Te Ching 道德經 (Cap.57)